# Dia Nacional de Zumbi e da Consciência Negra
O Dia Nacional de Zumbi e da Consciência Negra é celebrado, no Brasil, em 20 de novembro. Concebido em 1971, foi formalizado nacionalmente em 2003, como uma efeméride no calendário escolar, até ser instituído como data comemorativa em 2011. Foi oficializado feriado nacional em 21 de dezembro de 2023.
A ocasião é dedicada à reflexão sobre o valor e a contribuição da comunidade negra para o Brasil. Em contraposição ao 13 de maio, data de assinatura da Lei Áurea pela Princesa Isabel, o dia 20 de novembro foi proposto na década de 1970 pelo Grupo Palmares, em referência ao dia atribuído à morte de Zumbi dos Palmares, em 1695 – um dos maiores líderes negros do Brasil que lutou pela libertação do povo contra o sistema escravista – com o propósito de ressaltar o protagonismo das pessoas negras. A data, dentre outros temas, suscita questões sobre racismo, discriminação, igualdade social, inclusão de negros na sociedade e a cultura afro-brasileira, assim como a promoção de fóruns, debates e outras atividades que valorizam a cultura africana.

## Criação

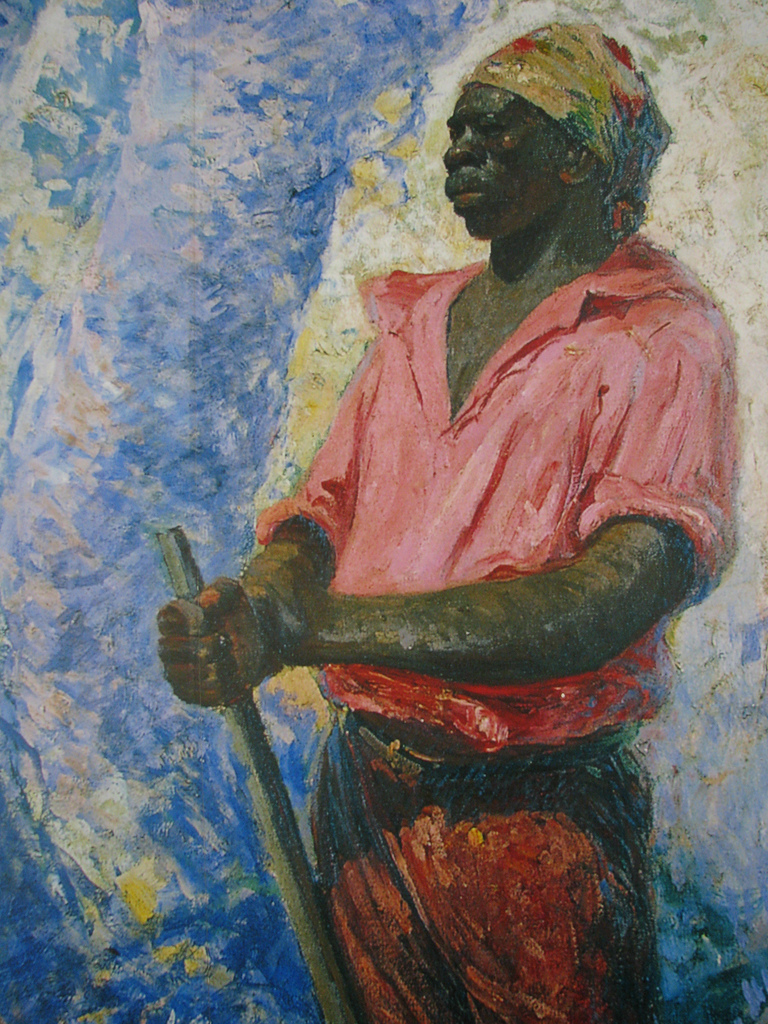
Zumbi dos Palmares por Antônio Parreiras.

A ideia de celebrar o dia 20 de novembro surgiu na década de 1970, no âmbito das lutas dos movimentos sociais contra o racismo. Em 1971, na cidade de Porto Alegre, o Dia Nacional da Consciência Negra foi proposto pelo poeta, professor e pesquisador gaúcho Oliveira Silveira, em reunião do Grupo Palmares, associação que reunia militantes e pesquisadores da cultura negra brasileira.
| “ | A proposta de evocar o 20 de novembro teve analogia com o caso de Tiradentes, revenciado na data de sua morte por execução na forca e esquartejado. Não havia data precisa do nascimento de Zumbi, ou do início bem anterior dos Palmares. Mas havia a data do norte do líder palmarino, em combate durante uma emboscada. | ” |
|   | — Oliveira Silveira, . |   |

Em analogia à construção da figura heroica de Tiradentes, ele propôs uma data que comemorasse o valor da comunidade negra e sua fundamental contribuição ao país. Em uma publicação da editora Abril constava que a data de 20 de novembro como dia da morte de Zumbi dos Palmares, o que inspirou Oliveira Silveira e a proposta foi aprovada pelos demais integrantes: Vilmar Nunes, Ilmo da Silva e Antônio Carlos Côrtes, todos universitários.
Dois anos depois da primeira celebração, o questionamento do grupo gaúcho virou notícia nacional. "Esse foi o momento mais glorioso da história do povo negro no Brasil e, infelizmente, nossa historiografia o diminui no tempo e até na apresentação dos fatos principais", dizia Oliveira Silveira ao Jornal do Brasil. A partir dali, atos relembrando figuras negras históricas e esquecidas passaram a ser replicados em outros cantos do país, todo mês de novembro.
Em 1978, o Dia Nacional da Consciência Negra foi divulgado em um manifesto do Movimento Negro Unificado, marcando assim o sucesso da proposta e o encerramento das atividades do Grupo Palmares.

### Censura
A proposta foi elaborada durante a ditadura militar, três anos após o AI-5 endurecer o regime de restrição de direitos. Ao ser noticiada em um jornal, sob o título "Zumbi – A homenagem dos negros do teatro", anunciando a conclamação à celebração no dia 20 de novembro de 1971, chamou atenção o nome do Grupo Palmares – talvez confundido com a organização armada VAR-Palmares – e eles foram intimados pela Polícia Federal. Para serem liberados pela censura, tiveram que descrever todo o roteiro do encontro e convencer os agentes de que não eram "subversivos". O documento, com o carimbo de "aprovado", ressalta que qualquer mudança teria de ser submetida à autorização.

## Significado
O dia simboliza a resistência e a reflexão sobre a importância da ancestralidade dos povos africanos no Brasil, por meio da homenagem do líder do Quilombo dos Palmares, Zumbi, morto em uma emboscada pelas tropas coloniais brasileiras, no ano de 1695, após sucessivos ataques. Zumbi, que teve sua cabeça exibida em praça pública, faz parte do Livro dos Heróis da Pátria, no Panteão da Pátria e da Liberdade, desde 1997.

A representação dessa data, em contraposição ao dia 13 de maio, ganhou força a partir de 1978, quando o Movimento Negro Unificado defendeu a data como celebração nacional. 

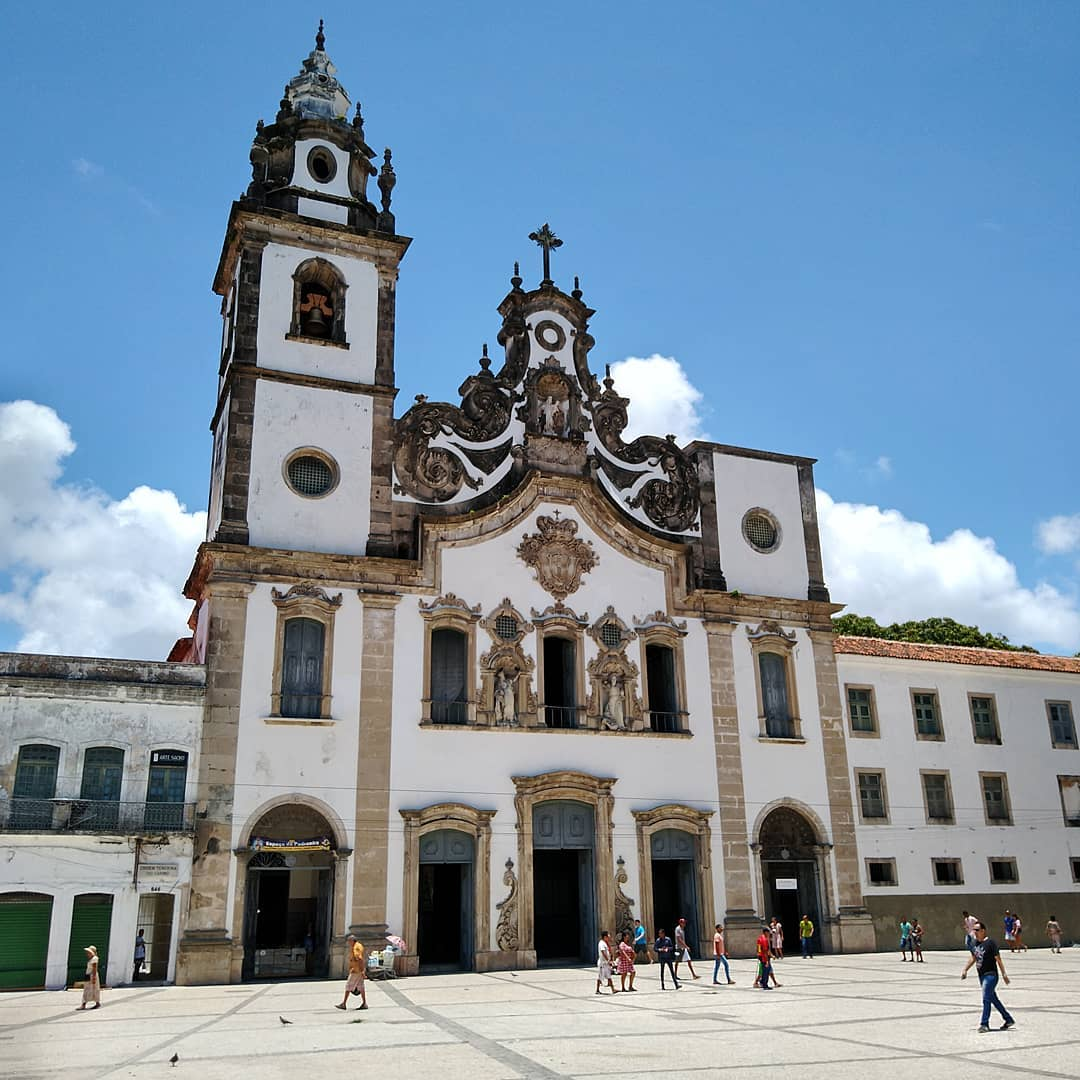
Pátio do Carmo, no Recife, capital de Pernambuco, local onde a cabeça de Zumbi dos Palmares ficou exposta até completa decomposição.

Segundo a historiadora da Fundação Cultural Palmares, Martha Rosa Queiroz, a data é uma forma encontrada pela população negra para celebrar o líder e fortalecer mitos e referências históricas da cultura e trajetória negra no Brasil, também reforçando as lideranças atuais. "É o dia de lembrar o triste assassinato de Zumbi, que é considerado herói nacional por lei, e de combate ao racismo", afirma. Diversas atividades são realizadas na semana da data como cursos, seminários, oficinas, audiências públicas e as tradicionais passeatas.
Todos os anos a Coordenação Nacional de Entidades Negras organiza no dia a tradicional Marcha Zumbi dos Palmares, que a cada edição enfoca temas diferentes relacionados às lutas e interesses da comunidade negra.
Além do líder do quilombo de Palmares, são lembrados os nomes de Dandara, Maria Quitéria, Carlos Marighella, Luiz Gama e de tantas outras pessoas negras que lutaram por respeito, dignidade e igualdade, promovendo-se um momento político e histórico de debate amplo sobre qual sociedade se quer no Brasil, e quais os caminhos para sua construção.

## Comemorações oficiais e feriado

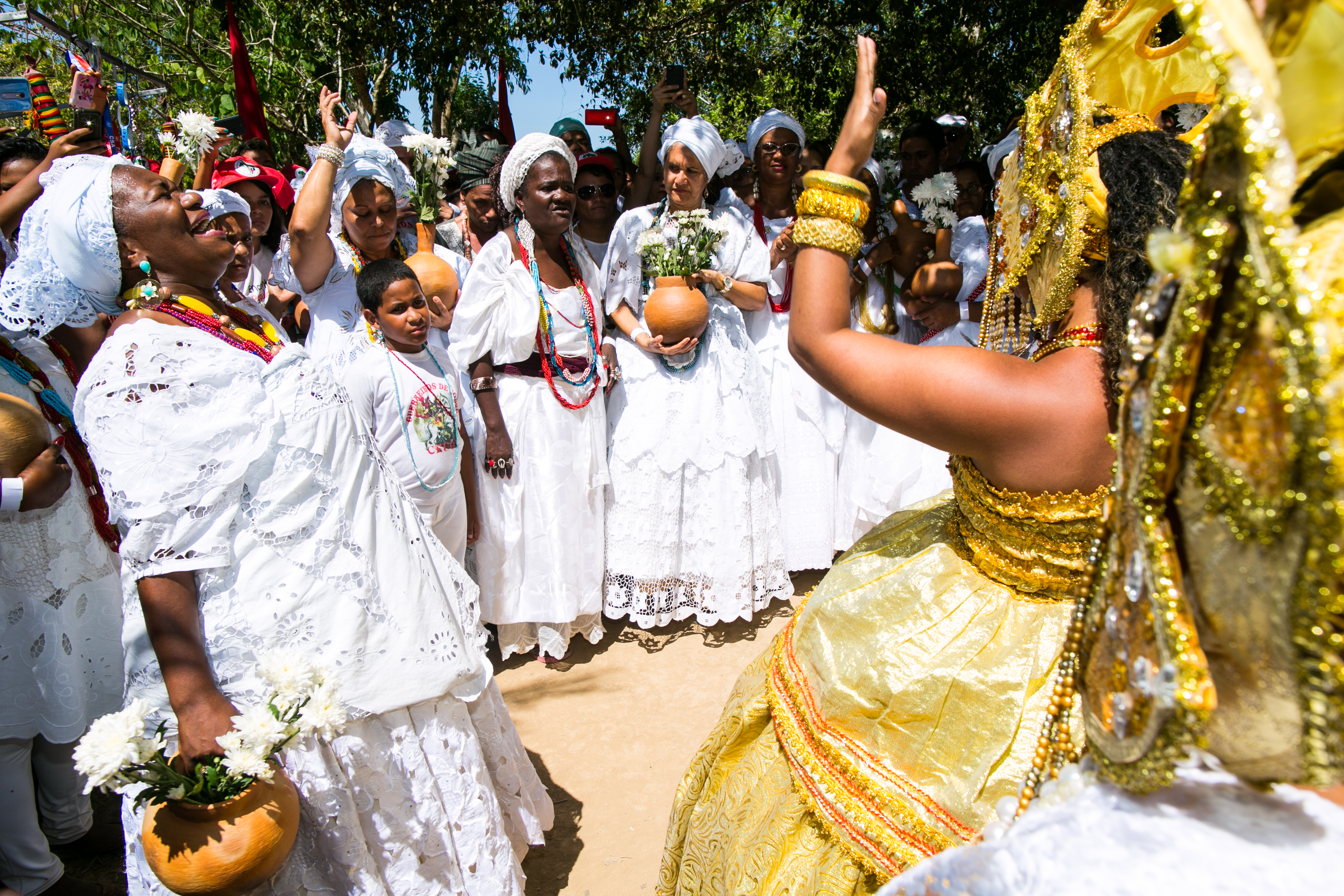
Comemorações do Dia da Consciência Negra na Serra da Barriga, onde se localizava o Quilombo dos Palmares.

Uma proposta semelhante (PL nº 1442/2003) já havia sido feita por Luiz Alberto Santos em 2003, porém ela foi arquivada em 2009.
Primeiro, durante o governo de Luiz Inácio Lula da Silva, o Dia Nacional da Consciência Negra foi previsto como efeméride nos calendários escolares pela Lei nº 10.639, de 9 janeiro de 2003, que incluiu ainda, na Lei de Diretrizes e Bases da Educação Nacional, o ensino obrigatório da "História e Cultura Afro-Brasileira" como parte do currículo oficial de toda a rede de ensino, pública e privada, abarcando a história da África e dos africanos, a luta dos negros no Brasil, a cultura negra brasileira e o negro na formação da sociedade. Cinco anos depois, em 2008, O Ministério da Educação avaliou que a norma não havia surtido o efeito esperado, por falta de capacitação não apenas de professores, mas de diretores e coordenadores de ensino.
A lei nº 12 519, de 10 de novembro de 2011, já sob o governo de Dilma Roussef, instituiu o Dia Nacional de Zumbi e da Consciência Negra como data a ser comemorada no dia 20 de novembro de cada ano. Um projeto de lei proposto em 2017, para prever a data como feriado nacional, foi aprovado no Senado em setembro de 2021, após isso, foi aprovado pela Câmara dos Deputados em 2023, e depois disso a data foi instituída pelo presidente Lula no dia 21 de dezembro do mesmo ano.
Até novembro de 2022, quando ainda não havia uma lei federal, cinco estados e mais de mil cidades brasileiras haviam instituído feriado por meio de normas locais.

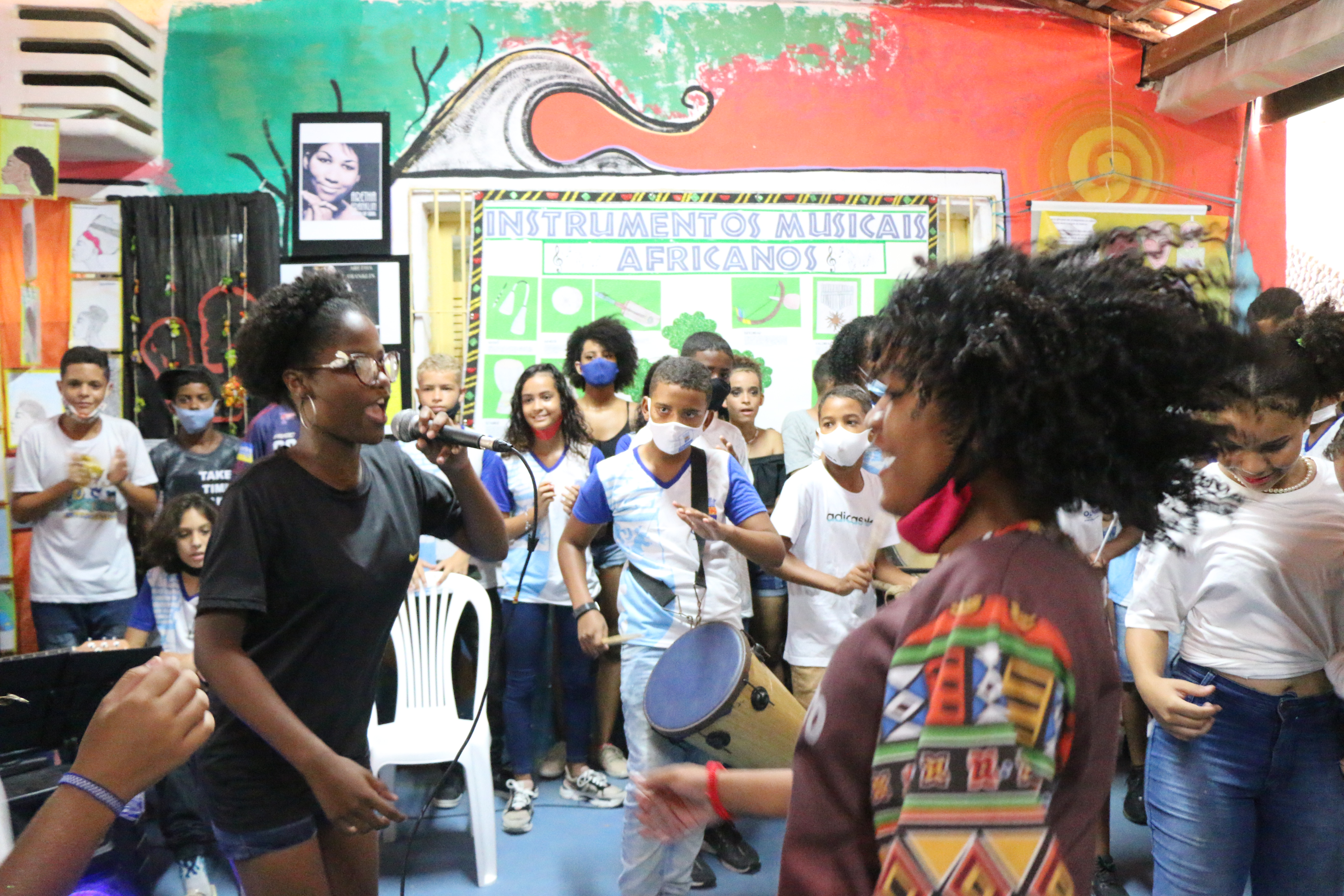
Grupo musical de cunho afro-brasileiro se apresentando em uma escola de Olinda, Pernambucano.

Alagoas decretou feriado estadual do Dia da Consciência Negra em 1995. Foi no território alagoano, à época pertencente a Pernambuco, que Zumbi nasceu. O Quilombo dos Palmares, o mais famoso pela resistência e organização em diferentes aldeias interligadas e considerado o maior quilombo territorial e temporal do Brasil, ficava na Serra da Barriga, no atual município de União dos Palmares. A comunidade quilombola durou cerca de cem anos. Em seu auge, chegou a abrigar de 25 mil a 30 mil negros.
Em 2002, pioneiramente, a data foi instituída como feriado pelos estados do Rio de Janeiro, com a Lei Estadual nº 4 007, de 11 de novembro, e do Mato Grosso, com a Lei nº 7 879, de 27 de dezembro. Depois, em 2007, no Amapá, a Lei Estadual nº 1 169, de 2007, previu como feriado o "Dia Estadual da Consciência Negra". E em 2010, no Amazonas, foi aprovada a Lei Estadual n° 84, de 08 de Julho de 2010.
No Rio Grande do Sul, onde atuou o Grupo Palmares, a Lei Estadual 8 352, de 11 de setembro de 1987, incluiu o dia no calendário oficial, mas não como feriado. No mesmo ano, o estado de São Paulo instituiu novembro como o "Mês da Consciência Negra", por meio da Lei Estadual nº 5 680, de 21 de maio.
Em âmbito municipal, conforme levantamento realizado pela Secretaria de Políticas de Promoção da Igualdade Racial em 2014, 1 044 cidades brasileiras regulamentaram o feriado na data. No estado paulista, por exemplo, é feriado na capital de São Paulo e em mais 106 cidades do interior. Nenhum município previu feriado no Distrito Federal e nos estados do Acre, Ceará, Pará, Pernambuco, Piauí, Rio Grande do Sul, Rondônia, Roraima e Sergipe.